# Юган Гельмік Руман
Юган Гельмік Руман (швед. Johan Helmich Roman; 26 жовтня 1694 , Стокгольм — 20 листопада 1758, Гаральдсмола, Кальмарський лен) — шведський композитор пізнього бароко, перший великий композитор в історії Швеції, скрипаль і гобоїст.
З 1711 року Руман був скрипалем і гобоїстом шведської придворної капели. У 1715 — 1721 роках навчався в Лондоні, де також грав в оперному оркестрі під керівництвом Георга Фрідріха Генделя. Після повернення в Стокгольм, в 1721 році був призначений придворним віце-капельмейстером, потім в 1727 — капельмейстером. У 1731 році Руман заснував перші в Швеції публічні концерти; в 1735—1737 роках гастролював країнами Європи. Пішов у відставку в 1745 році.
Його спадщина включає вокальні п'єси, церковну музику, арії, оркестрові сюїти, концерти, симфонії, камерно-інструментальні твори. Найбільшою популярністю користується сюїта «Дротнінггольмська музика», написана в 1744 році для весілля принца Адольфа Фредріка (рідного дядька Катерини II) і Луїзи Ульріки Прусської, дочки прусського короля Фрідріха Вільгельма I. У музиці Румана вплив Генделя поєднується з рисами галантного стилю. Руман обробляв музику інших композиторів, переклав на шведську деякі праці з теорії музики.